# Parti polaire
Issittup (Parti polaire) était un parti politique conservateur et nationaliste du Groenland.
Fondé et dirigé par Nicolaj Henrich, il a obtenu un siège de député en 1987 et en 1991, puis n'a plus été représenté,.

## Histoire
Le Parti polaire a été créé en février 1987 à partir d'une association qui avait été fondée un an auparavant. Le fondateur est le président de l'Association des chasseurs et pêches du Groenland (KNAPK), Nikolaj Heinrich, qui était auparavant membre de Siumut. Le parti a obtenu plus de mille voix lors des élections de l'année de fondation et donc un siège au Parlement. À partir de 1988, le parti a soutenu le gouvernement minoritaire de Siumut et d'Atassut. En 1991, le parti a baissé à 2,8 % des voix, ce qui était encore suffisant pour un siège parlementaire. Lors des élections de 1995, le parti n'a présenté qu'un seul candidat dans une circonscription, qui a obtenu 90 voix. Le parti a ensuite disparu.

## Programme
Au moment de sa création, Nikolaj Heinrich a déclaré que l'un des objectifs du parti est de privatiser une grande partie des entreprises du Groenland, 80% des emplois étant alors aux mains du secteur public. En outre, l'économie devait être renforcée et l'éducation améliorée. Les pêcheurs et les chasseurs doivent être encouragés et les quotas de chasse et de pêche doivent être supprimés. L'accent a également été mis sur la lutte contre l'alcoolisme au Groenland. Le parti a été considéré comme une variante nationaliste d'Atassut. D'autres voient le parti au centre, entre Siumut et Atassut,.

## Résultats électoraux
| Année | Voix  | %    | Sièges |
| ----- | ----- | ---- | ------ |
| 1987  | 1 119 | 4,46 | 1 / 27 |
| 1991  | 706   | 2,82 | 1 / 27 |
| 1995  | 90    | 0,35 | 0 / 31 |